# Rắn má Tam Đảo
Rắn má Tam Đảo (danh pháp khoa học: Opisthotropis tamdaoensis sp. n. Ziegler, David & Vu, 2008) là một loài thuộc chi Rắn má. Loài này mới được công bố phát hiện mới đây vào tháng 10 năm 2008 bởi sự hợp tác quốc tế giữa TS. Thomas Ziegler - Vườn thú Köln (Đức), GS. Patrick David - Phòng Hệ thống học động vật và Tiến hóa thuộc Bảo tàng lịch sử và Tự nhiên Paris (Pháp) và ông Vũ Ngọc Thành, Khoa Sinh học, Trường Đại học Quốc gia Hà Nội (Việt Nam)
Chiều dài sinh trưởng bình quân của loài khoảng 550–560 mm (chiều dài thân khoảng 470–475 mm, chiều dài đuôi khoảng 70–85 mm). Lưng rắn màu xám xanh ô liu đậm với hai sọc đậm dọc hai bên hông, phần tiếp giáp với hông và bụng có màu xám, chóp đuôi với nhiều đốm đen đậm.